# FSG高等部
FSG高等部（FSGこうとうぶ）とは、福島県郡山市にある高等専修学校である。

## 概要
国際アート&デザイン大学校の高等課程として2013年に設置された。
専修学校高等課程と高等学校普通科の2つの卒業資格が取得できるダブルスクール制度を採用しており、卒業すると大学入学資格が付与され、専門学校、短期大学、大学への進学が可能。
2019年（平成31年）4月、FSGカレッジリーグが新たに校舎を開設したことに伴い、高等部を新校舎へ移転した。

## 設置課程
- クリエイティブ総合学科
  - イラスト・マンガコース　
  - ファッションビューティコース
  - ゲーム・情報コース
  - 声優コース
  - キャリアデザインコース
  - アスリートコース（男子のみ）